# Anni Sinnemäki
Anni Milja Maaria Sinnemäki, född 20 juli 1973 i Helsingfors, är en finländsk politiker och författare. Hon är biträdande borgmästare för stadsmiljösektorn i Helsingfors stad sedan mars 2015.

Sinnemäki sitter i stadsfullmäktige i Helsingfors sedan 2004, och hon var riksdagsledamot 1999–2015.  Hon var Gröna förbundets partiordförande 2009–2011 och Finlands arbetsminister 2009–2011. Hon har också skrivit dikter (två samlingar) och sångtexter (bland annat för det finska bandet Ultra Bra). 
Sinnemäki är kandidat i humanistiska vetenskaper.